# Raul Flore
Raul Antonio Flore (* 1. Februar 1997 in Brașov, Siebenbürgen) ist ein rumänischer Biathlet. Er startet seit 2018 im Weltcup.

## Sportliche Laufbahn
Raul Flores erste internationale Auftritte erfolgten bei den Jugendweltmeisterschaften 2015. Bevor er in Wettkämpfen im Seniorenbereich an den Start ging, beschränkten sich seine Auftritte auf den IBU-Junior-Cup und internationale Meisterschaften im Juniorenbereich. Bestes Ergebnis auf dieser Ebene war zunächst ein sechster Rang im Jugendsprint der Sommerbiathlon-WM 2016, mit der Staffel ging es siebenmal unter die besten Zehn. Sein Debüt im IBU-Cup gab der Rumäne Ende 2017 in Sjusjøen, konnte in der Saison aber die Punkteränge der besten 40 Athleten noch nicht unterschreiten. Im November 2018 startete Flore dann erstmals im Weltcup und bestritt dort auch die komplette Saison, inklusive der Weltmeisterschaften in Östersund. Bestes Ergebnis des Winters war ein 62. Rang im Sprint von Soldier Hollow, bei seinen letzten Juniorenbewerben im August 2019 verpasste Flore im Supersprint der Sommerbiathlon-WM seine erste internationale Medaille um nur drei Sekunden. 2019/20 lief der Rumäne im IBU-Cup und gewann als 24. und 22. in Ridnaun und Martell seine ersten Wertungspunkte. Als 42. des Einzels von Antholz 2021 verpasste Flore seine ersten Weltcuppunkte nur knapp, knapp ein Jahr später gelang es ihm in Östersund an der Seite von George Buta, Dmitri Schamajew und Cornel Puchianu, erstmals in der Geschichte einen Top-10-Platz mit der rumänischen Herrenstaffel zu erlaufen.
Anfang Januar 2023 unterbot Flore in Osrblie sein bisheriges Bestergebnis im IBU-Cup und lief auf Rang 20, woraufhin er in Ruhpolding im Weltcup startete und mit Rang 31 erstmals Ranglistenpunkte ergatterte. Bei den Europameisterschaften resultierten als beste Ergebnisse Platz 26 im Sprint und Rang neun mit der Mixedstaffel, bei der Weltmeisterschaft resultierte in der Männerstaffel mit George Buta, Dmitri Schamajew und George Colțea ein historisch guter achter Platz. Im Winter 2023/24 zeigte Flore vor allem läuferisch Rückschritte und wurde deshalb im letzten Trimester im IBU-Cup eingesetzt, immerhin erreichte er beim Weltcupwochenende in der Lenzerheide seinen ersten Verfolgungswettkampf auf dieser Ebene. 2024/25 startete er wieder regelmäßig im Weltcup, kam aber in Einzelrennen über einen 62. Rang nicht hinaus.

## Persönliches
Raul Flore lebt in Bran im Kreis Brașov.

## Statistiken

### Weltcupplatzierungen
Die Tabelle zeigt alle Platzierungen (je nach Austragungsjahr einschließlich Olympische Spiele und Weltmeisterschaften).
- 1.–3. Platz: Anzahl der Podiumsplatzierungen
- Top 10: Anzahl der Platzierungen unter den ersten zehn (einschließlich Podium)
- Punkteränge: Anzahl der Platzierungen innerhalb der Punkteränge (einschließlich Podium und Top 10)
- Starts: Anzahl gelaufener Rennen in der jeweiligen Disziplin
- Staffel: inklusive Mixed- und Single-Mixed-Staffeln

| Platzierung               | Einzel | Sprint | Verfolgung | Massenstart | Staffel | Gesamt |
| ------------------------- | ------ | ------ | ---------- | ----------- | ------- | ------ |
| 1. Platz                  |        |        |            |             |         |        |
| 2. Platz                  |        |        |            |             |         |        |
| 3. Platz                  |        |        |            |             |         |        |
| Top 10                    |        |        |            |             | 2       | 2      |
| Punkteränge               | 1      |        |            |             | 39      | 40     |
| Starts                    | 11     | 24     | 1          |             | 39      | 75     |
| Stand: Saisonende 2024/25 |        |        |            |             |         |        |

### Weltcupwertungen

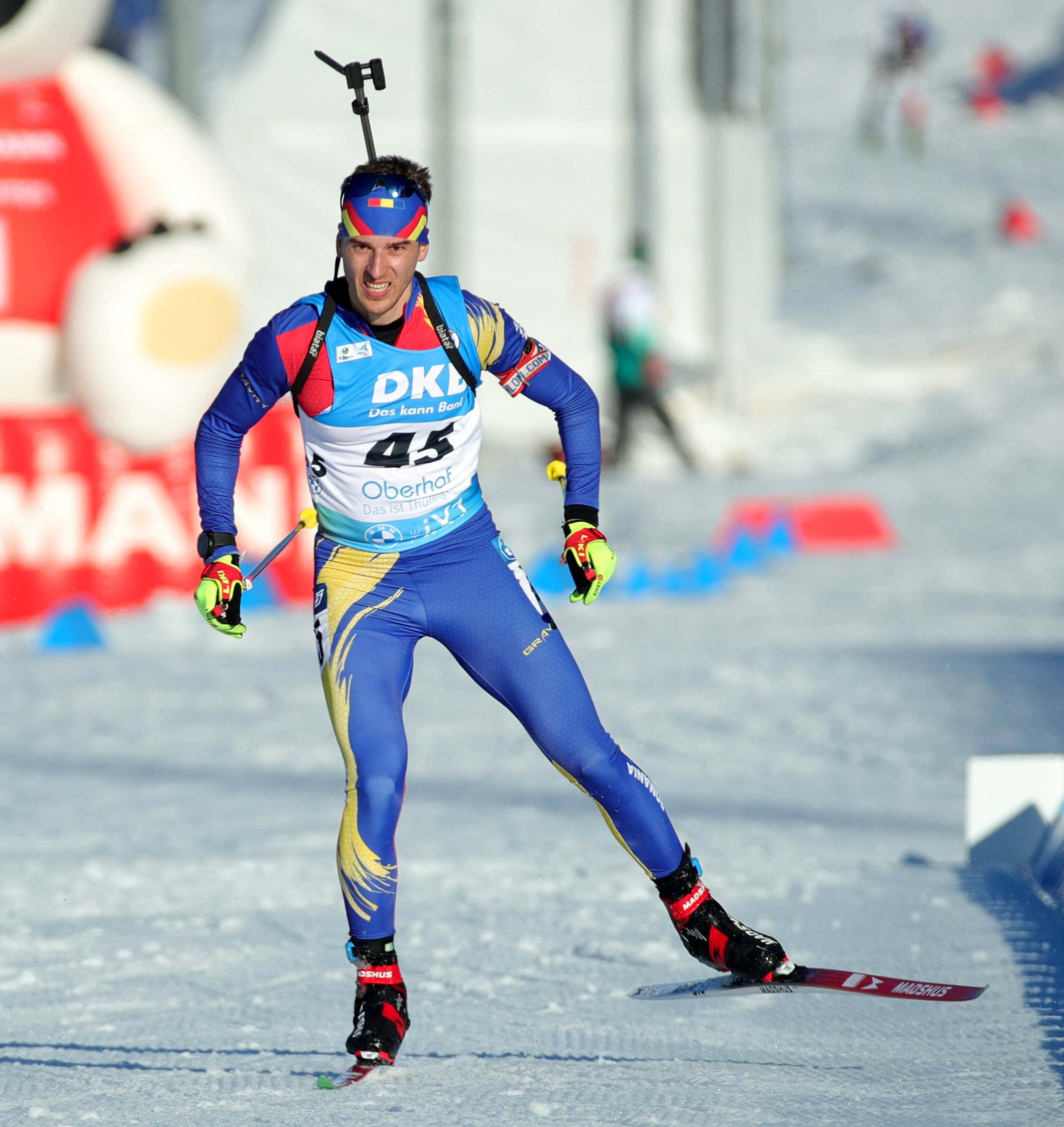
Flore während des WM-Einzels 2023

Ergebnisse bei Weltcups (Disziplinen- und Gesamtweltcup) gemäß Punktesystem.
| Saison  | Einzel | Einzel | Sprint | Sprint | Verfolgung | Verfolgung | Massenstart | Massenstart | Gesamt | Gesamt |
| Saison  | Platz  | Punkte | Platz  | Punkte | Platz      | Punkte     | Platz       | Punkte      | Platz  | Punkte |
| ------- | ------ | ------ | ------ | ------ | ---------- | ---------- | ----------- | ----------- | ------ | ------ |
| 2022/23 | 55.    | 10     | –      | –      | –          | –          | –           | –           | 85.    | 10     |

### Biathlon-Weltmeisterschaften
Ergebnisse bei den Weltmeisterschaften:
| Weltmeisterschaften | Weltmeisterschaften | Einzelwettbewerbe | Einzelwettbewerbe | Einzelwettbewerbe | Einzelwettbewerbe | Staffelwettbewerbe | Staffelwettbewerbe | Staffelwettbewerbe |
| Jahr                | Ort                 | Einzel            | Sprint            | Verfolgung        | Massenstart       | Herrenstaffel      | Mixedstaffel       | S.-M.-Staffel      |
| ------------------- | ------------------- | ----------------- | ----------------- | ----------------- | ----------------- | ------------------ | ------------------ | ------------------ |
| 2019                | Östersund           | –                 | 74.               | –                 | –                 | 22.                | –                  | 27.                |
| 2021                | Pokljuka            | 61.               | 81.               | –                 | –                 | 14.                | –                  | –                  |
| 2023                | Oberhof             | 63.               | –                 | –                 | –                 | 8.                 | 20.                | –                  |
| 2024                | Nové Město          | 74.               | –                 | –                 | –                 | 15.                | –                  | –                  |
| 2025                | Lenzerheide         | 87.               | 86.               | –                 | –                 | 22.                | 21.                | –                  |

### Jugend-/Juniorenweltmeisterschaften
Flore nahm bis 2016 an den Jugend-, ab 2017 an den Juniorenwettkämpfen teil.
| Weltmeisterschaften | Weltmeisterschaften | Einzelwettbewerbe | Einzelwettbewerbe | Einzelwettbewerbe | Herrenstaffel |
| Jahr                | Ort                 | Einzel            | Sprint            | Verfolgung        | Herrenstaffel |
| ------------------- | ------------------- | ----------------- | ----------------- | ----------------- | ------------- |
| 2015                | Minsk               | 25.               | 30.               | 33.               | 10.           |
| 2016                | Cheile Grădiștei    | 40.               | 24.               | 26.               | 9.            |
| 2017                | Osrblie             | 47.               | 23.               | 48.               | –             |
| 2018                | Otepää              | 43.               | 32.               | 36.               | 15.           |
| 2019                | Osrblie             | 16.               | 37.               | DNS               | 20.           |